# Landelijke Sinti Organisatie
De Landelijke Sinti Organisatie (LSO), gangbare naam voor de Vereniging Landelijke Zigeunerorganisatie Sinti, vanaf 2005 omgevormd tot de Stichting Landelijke Sinti/Roma Organisatie (LSRO, ook SLSRO), was van 1989 tot 2008 een Nederlandse niet-gouvernementele organisatie met als vestigingsplaats Best.
De vereniging werd op 9 oktober 1989 opgericht om meer bekendheid te geven aan de gevolgen van het leed in de Tweede Wereldoorlog van de Roma en Sinti, en om te ijveren voor hun erkenning als oorlogsgetroffenen. Eenmaal een stichting werd de aandacht meer gericht op de belangenbehartiging van alle Sinti en Roma in Nederland. Vanwege de toestroom van nieuwe mensen uit deze groepen vanuit het buitenland lag de focus sindsdien niet alleen nog op hen die de Tweede Wereldoorlog hadden meegemaakt.
In 2001 werd de LSO bekroond met de Geuzenpenning voor de verbetering van de maatschappelijke en politieke positie van de toen ca. 5.000 Sinti en Roma, wat had bijgedragen aan hun integratie in Nederland. Daarnaast lag werkveld ook elders in Europa, waar het zich vooral bezighield op het gebied van scholing en bewustwording van deze groepen. De LSO ontving de penning samen met het European Roma Rights Centre.
In 2006 stopte de subsidie van het Ministerie van Volksgezondheid, Welzijn en Sport met uiteindelijk op 22 januari 2008 de opheffing van de stichting tot gevolg. Wel bleef de SRSR actief (Stichting Rechtsherstel Sinti en Roma). De SRSR was in 2000 opgericht in 's-Hertogenbosch en ging in 2009 verder onder de naam Nederlands Instituut Sinti en Roma (NISR).